# 動態語言生成
動態語言生成（Dynamic language generation）是現時語言資訊科學的一門研究項目，是一項跨學科的研究，涉及計算機對人類語言的認知、分析、理解及翻譯多個範疇。目前，動態語言生成主要是透過語言基因資料庫來達到目的。